# Dominique Zardi
Dominique Zardi, född Émile Jean Cohen-Zardi 2 mars 1930 i Paris, död 14 december 2009 i samma stad, var en fransk skådespelare.

## Roller i urval
- 1959 – Ficktjuven
- 1960 – Sanningen
- 1961 – Tycker ni om Brahms ...
- 1962 – Olycksfågeln Gigot
- 1962 – Ställd mot väggen
- 1964 – De' defekta brottet
- 1964 – En kammarjungfrus dagbok
- 1964 – En svindlande affär
- 1964 – Fantomas
- 1964 – Flykten från Dunkerque
- 1964 – La chasse à l'homme
- 1965 – Fantomas slår till igen
- 1965 – Håll masken, tomtegubbar
- 1965 – Hämnd på tjallare
- 1965 – Tokstollen
- 1966 – Charmören
- 1966 – Paris i augusti
- 1968 – Le Pacha
- 1968 – Pang pang-bruden
- 1969 – Topaz
- 1969 – Une veuve en or
- 1970 – Det bittra ljuva livet
- 1978 – Violette - giftmörderskan
- 1981 – Chefen
- 1991 – Delikatessen
- 1991 – Madame Bovary